# Carl Wernicke

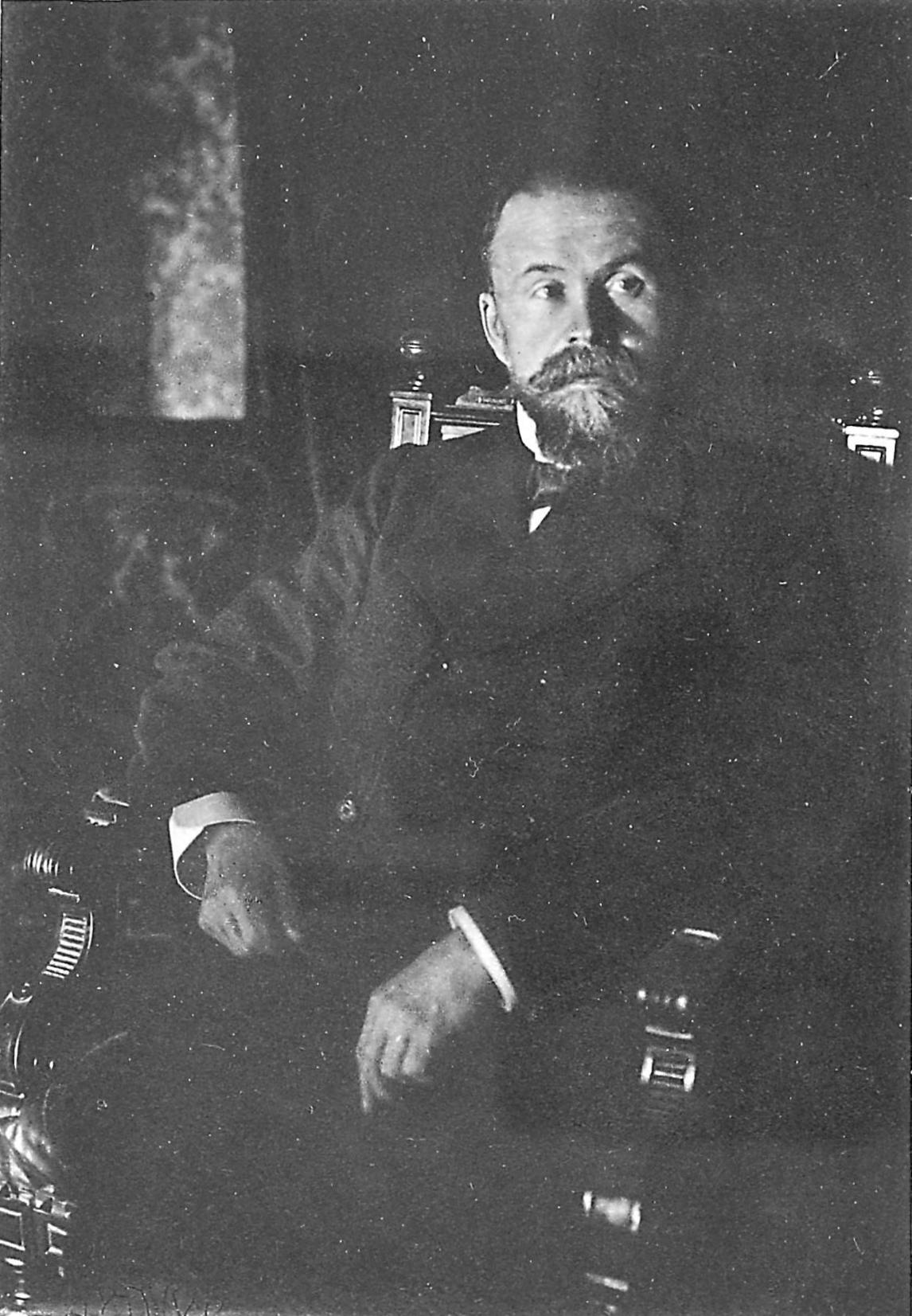
Carl Wernicke

Carl Wernicke (Tarnowitz, 15 mei 1848 - Dörrberg, 15 juni 1905) was een Duits anatoom, neuroloog en psychiater. Hij is vooral bekend vanwege zijn onderzoek naar de relatie tussen hersentrauma's en afasie.

## Leven en werk
Wernicke werd geboren in Tarnowitz te Silezië, toen behorend bij Duitsland, tegenwoordig in Polen gelegen. Hij studeerde geneeskunde in Breslau, waar hij in 1874 zijn doctoraalthesis publiceerde. Deze ging over het verband tussen een bepaald deel van de linker temporale kwab in de hersenen (tegenwoordig bekend als het centrum van Wernicke) en het vermogen om spraak te begrijpen. De thesis beschreef ook een patiënt, bij wie dit hersendeel beschadigd was, en die vloeiend kon spreken maar zonder dat de woorden betekenis hadden, omdat de patiënt zelf niet begreep wat hij zei. Deze receptieve afasie (of afasie van Wernicke) is tegenovergesteld aan motorische afasie, die optreedt bij beschadiging aan het centrum van Broca, en waarbij de patiënt spraak wel kan begrijpen maar zelf niet kan spreken (ook wel afasie van Broca genoemd).
Wernicke bleef werken aan het universiteitsziekenhuis van Breslau. In 1881 publiceerde hij het Lehrbuch der Gehirnkrankheiten, een biologisch classificatiesysteem van psychische stoornissen. In datzelfde jaar beschreef hij een stoornis aan het centrale zenuwstelsel die nu bekendstaat als het syndroom van Wernicke. In 1885 werd hij hoogleraar en in 1890 hoofd van de afdelingen neurologie en psychiatrie van het universiteitsziekenhuis. In 1897 richtte hij, samen met Georg Ziehen, een tijdschrift op, het Monatschrift fur Psychiatrie und Neurologie.
In 1904 werd hij hoofd van een kliniek in Halle. In 1905 stierf hij aan de gevolgen van een fietsongeluk in Dörrberg, een plaats die tegenwoordig deel uitmaakt van de gemeente Geratal, in Duitsland.